# میخایلو اولفیرنکو
میخایلو اولفیرنکو (انگلیسی: Mykhaylo Olefirenko؛ زادهٔ ۶ ژوئن ۱۹۶۰) بازیکن فوتبال اهل اتحاد جماهیر شوروی سوسیالیستی است.
از باشگاه‌هایی که در آن بازی کرده‌است می‌توان به باشگاه فوتبال شاختار دونتسک و باشگاه فوتبال دینامو کی‌یف اشاره کرد.